# Monceaux-en-Bessin
Monceaux-en-Bessin település Franciaországban, Calvados megyében. Lakosainak száma 567 fő (2022. január 1.). Monceaux-en-Bessin Bayeux, Ellon, Guéron, Nonant és Saint-Martin-des-Entrées községekkel határos.

## Népesség
A település népességének változása:
| Lakosok száma | 244  | 346  | 395  | 343  | 539  | 556  | 563  | 558  | 556  | 567  |
|               | 1968 | 1982 | 1990 | 2006 | 2013 | 2015 | 2017 | 2019 | 2020 | 2022 |